# 김응하
김응하(金應河, 1580년 ~ 1619년)는 조선의 무관이다. 본관은 안동(安東), 자는 경의(景義)이머, 시호 충무(忠武)이다.

## 생애
철원군 어운면 갈원동 하갈리에서 출생하였다. 25세 때인 1604년(선조 37) 무과에 급제한 후 병조판서 박승종(朴承宗)의 주선으로 선전관에 제수되었으나, 이듬해 여러 사람의 질시를 받아 파직당하였다.
1610년에 재차 선전관에 다시 임명되었으며, 선천군수, 삼수군수(三守郡守)·북우후(北虞侯)를 역임하였다.
1618년 명나라가 후금을 칠 때 조선에 원병을 청해오자, 이듬해 2월 도원수 강홍립(姜弘立), 부원수 김경서(金景瑞)를 따라 좌영장으로 출정했다. 3월에 부차령전투에서 명군이 대패하자, 3,000명의 휘하 군사로 수만 명의 후금군을 맞아 고군분투하다가 1619년 40세로 전사하였다.
1620년 명나라 신종(神宗)으로부터 요동백(遼東伯)에 봉해지고, 영의정에 추증되었다. 시호는 충무이다.

## 추모
철원의 포충사(褒忠祠), 선천의 의열사(義烈祠) 등에 배향되었다.

## 분관
후손들이 구 안동 김씨에서 분관하여 철원 김씨 시조로 삼았다.

## 같이 보기
- 사르후 전투

## 배우
- 장희빈 (1995년 드라마) - 김기현 (성우)